# BKS (Unternehmen)

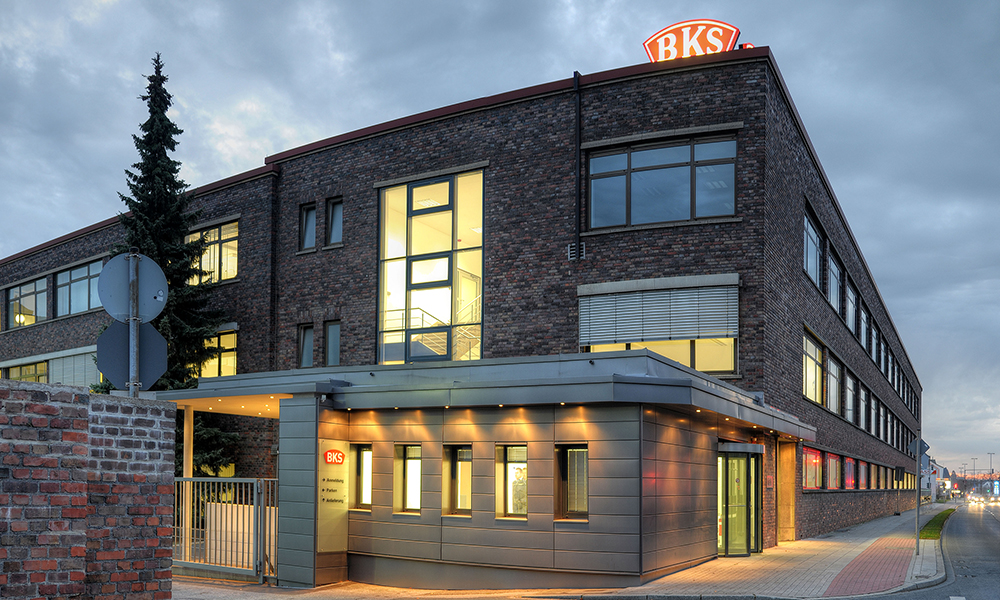
BKS Unternehmenssitz in Velbert

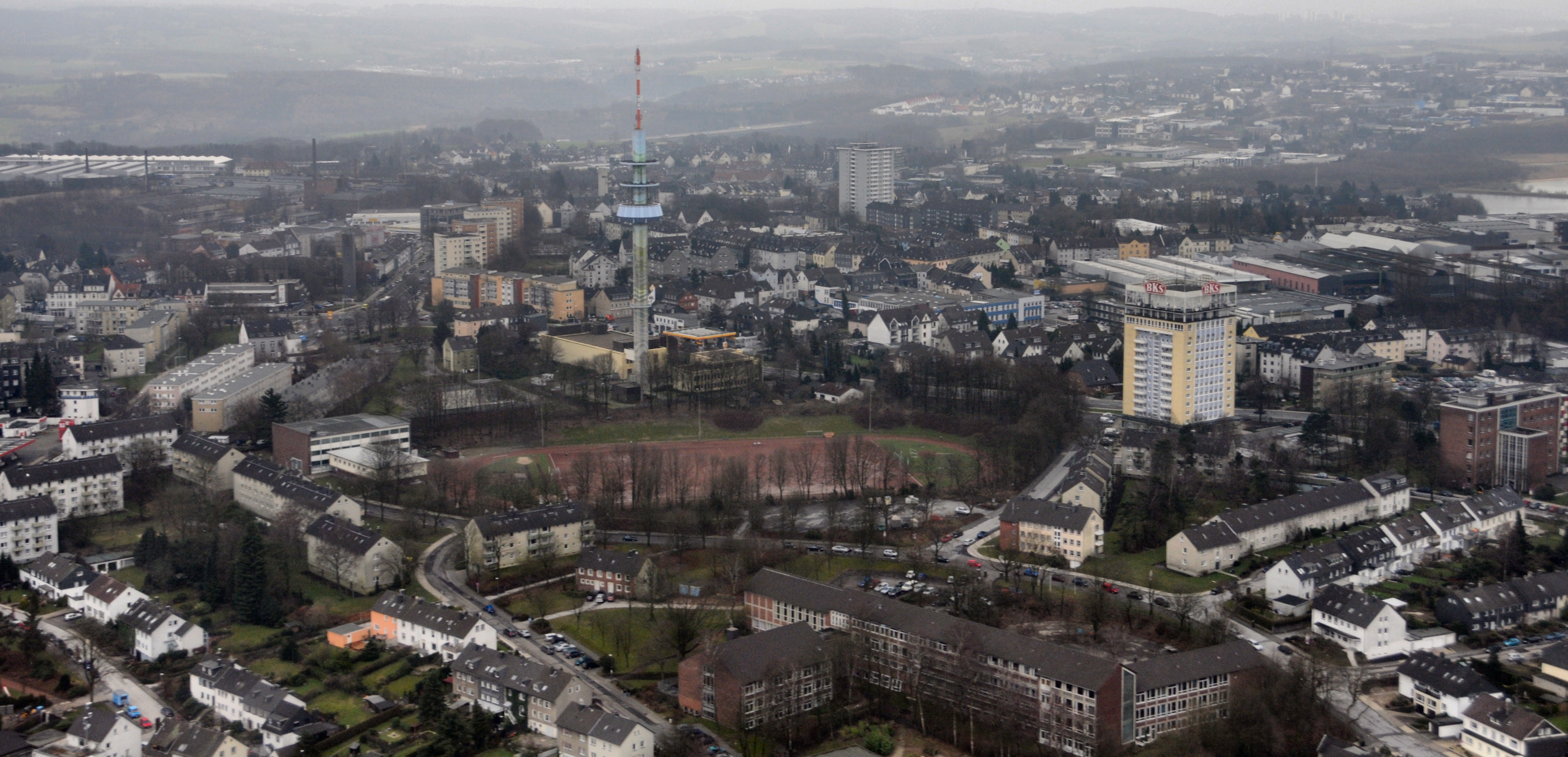
BKS Hochhaus im Stadtbild von Velbert

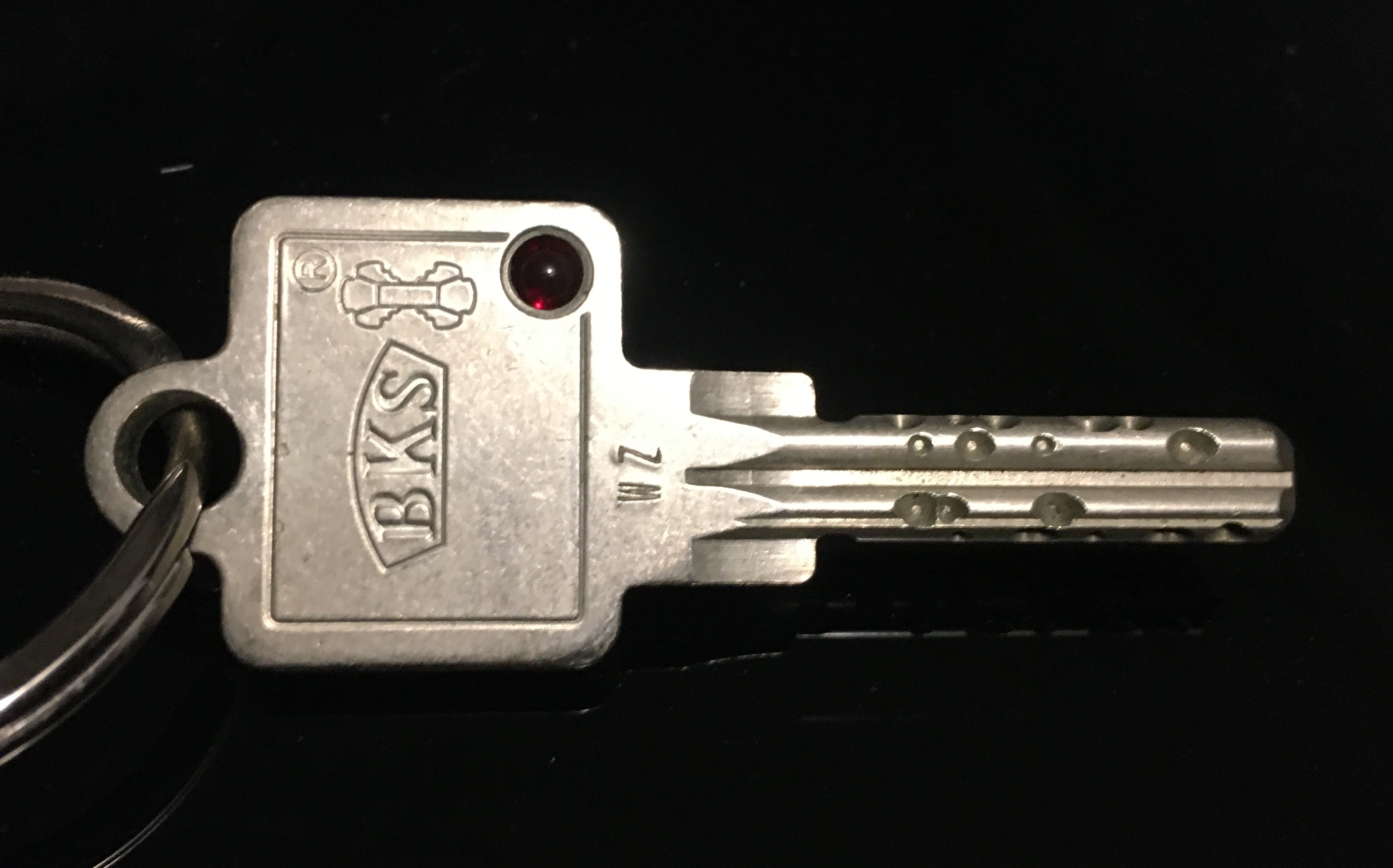
Schlüssel eines BKS-Schließzylinders vom Typ Janus, ca. 2015

Die BKS GmbH (Boge & Kasten - Solingen) ist ein Unternehmen, das für die Herstellung von Schlössern bekannt ist. Es stellt Schlösser, Schließzylinder, Schließanlagen, Objekt- und Fluchttürbeschläge her. Seit 1983 gehört die BKS GmbH zur Unternehmensgruppe Gretsch-Unitas (GU). 2018 hatte BKS noch 590 Beschäftigte.

## Geschichte
Der Werkmeister Adolf Boge und der Schlosser Fritz Kasten gründeten am 8. Mai 1903 in Solingen die „Rheinische Türschließerfabrik Boge & Kasten GmbH“ an der heutigen Klemens-Horn-Straße. Sie entwickelten einen Türschließer, mit dem Türen fast geräuschlos ins Schloss fallen und begründeten damit den Ruf des Unternehmens. Weitere Entwicklungen machten das Unternehmen zum Marktführer in Europa. Später zog das Unternehmen aus Platzgründen in die weitaus größeren Fabrikhallen an der Beethovenstraße 135 in der damals noch selbständigen Stadt Wald, die heute zu Solingen gehört. Gegenüber der Fabrik ließ Adolf Boge 1913 seine Fabrikantenvilla errichten.
Das US-amerikanische Unternehmen Yale and Towne kaufte das Unternehmen und schloss es 1927/1928 mit den Unternehmen Damm & Ladwig und den Vereinigten Riegel- und Schlossfabriken aus Velbert zu BKS mit Sitz in Velbert zusammen. Es beschäftigte zu Spitzenzeiten mehr als 3000 Mitarbeiter.
Der 1938 entwickelte Rundzylinder revolutionierte die Konstruktion von Sicherheitsschlössern. Eine weitere Neuentwicklung in Europa war in den 1950er Jahren das Panikschloss, mit dem verschlossene Türen von innen geöffnet werden können.
Im Jahr 1983 wechselte das Unternehmen wieder in deutschen Besitz und gehört zur Gretsch-Unitas-Gruppe mit Sitz in Ditzingen.
2017 erfolgte die Markteinführung des elektronischen Schließsystems Ixalo und im Juni 2023 des Wendeschlüssel-Systems Belvius.
Seit März 2024 ist Thomas Polonyi neuer CEO von BKS.